# Schweizer Skimeisterschaften 1934
Die Schweizer Skimeisterschaften 1934 fanden vom 2. bis zum 4. Februar 1934 in Andermatt und am 4. März 1934 in Le Brassus statt. Erstmals wurden Meistertitel in den Einzeldisziplinen vergeben. Ausgetragen wurden im Skilanglauf die Distanzen 18 km und 50 km. Beim 18-km-Lauf wurde Gustav Julen und beim 50-km-Lauf der Österreicher Hermann Gadner Erster. Das Skispringen gewann Reidar Hoff. Im Ski Alpin wurden die Disziplinen Abfahrt und Slalom ausgetragen. Dabei gewann David Zogg die Abfahrt und Karl Graf das Slalomrennen. Schweizer Skimeister wurde Elias Julen, der die Vierer Kombinationswertung gewann.

## Vierer Kombination Männer
Die Kombination wurde über eine Punktewertung aus den Ergebnissen von Abfahrt, Skisprung, 18-km-Lauf und Slalom berechnet.
| Platz | Name          | Verein    | Punkte |
| ----- | ------------- | --------- | ------ |
| 01    | Elias Julen   | Zermatt   | 884,5  |
| 02    | Hans Anderegg | Ebnat     | 883,6  |
| 03    | David Zogg    | Arosa     | 882,8  |
| 04    | Adolf Rubi    | Wengen    | 870    |
| 05    | Jakob Maurer  | Adelboden | 844,7  |
| 06    | Ernst Maurer  | Luzern    | 838,6  |

## Skilanglauf

### 18 km
| Platz | Name          | Verein        | Zeit (std) |
| ----- | ------------- | ------------- | ---------- |
| 01    | Gustav Julen  | Zermatt       | 1:24:20,0  |
| 02    | Léonce Cretin | Frankreich    | 1:24:44,4  |
| 03    | Robert Gindre | Frankreich    | 1:25:00,0  |
| 04    | Hans Zeier    | Luzern        | 1:26:08,0  |
| 05    | Kilian Ogi    | SC Kandersteg | 1:27:18,3  |
| 06    | Adolf Ogi     | SC Kandersteg | 1:27:30,1  |

Datum: Samstag, 3. Februar 1934
 Den mit 94 Läufern gestarteten 18-km-Lauf Gustav Julen aus Zermatt holte mit einer Zeit von 1:24:20 Stunden und mit 24,4 Sekunden Vorsprung auf den Franzosen Léonce Cretin den Schweizer Meistertitel.

### 50 km
| Platz | Name            | Verein        | Zeit (std) |
| ----- | --------------- | ------------- | ---------- |
| 01    | Hermann Gadner  | Österreich    | 4:09:35    |
| 02    | Albert Secrétan | Frankreich    | 4:13:14    |
| 03    | Kilian Ogi      | SC Kandersteg | 4:17:45    |
| 04    | Edi Schild      | Zürich        | 4:18:45    |
| 05    | Hugo Gstrein    | Österreich    | 4:24:47    |
| 06    | Peter Küenzi    | SC Kandersteg | 4:27:12    |

Datum: Sonntag, 4. März 1934

Den mit 50 Läufern gestarteten 50-km-Lauf gewann der Österreicher Hermann Gadner in einer Zeit von 4:09:35 Stunden und mit drei Minuten und 39 Sekunden Vorsprung auf den Franzosen Albert Secrétan und Kilian Ogi.

## Skispringen

### Normalschanze
| Platz | Name                | Verein      |
| ----- | ------------------- | ----------- |
| 01    | Reidar Hoff         | SAS Zürich  |
| 02    | Henri Ruchet        | Villars     |
| 03    | Fritz Kainersdorfer | Unterwasser |
| 04    | Sigmund Guttormsen  | SAS Zürich  |
| 05    | Bruno Trojani       | Gstaad      |

Datum: Samstag, 3. Februar 1934

Reidar Hoff aus Zürich gewann auf der Gotthardschanze mit Weiten von 51 und 55 Metern vor Henri Ruchet und Fritz Kainersdorfer.

## Ski Alpin

### Abfahrt
| Platz | Name             | Verein     | Zeit (min) |
| ----- | ---------------- | ---------- | ---------- |
| 01    | David Zogg       | Arosa      | 3:36,4     |
| 02    | Arthur Schlatter | St. Moritz | 3:48,0     |
| 03    | Willy Steuri     | Scheidegg  | 3:52,0     |
| 03    | Arnold Glatthard | Scheidegg  | 3:52,0     |
| 05    | Jakob Ettinger   | SC Davos   | 3:53,2     |
| 06    | Karl Graf        | Wengen     | 3:54,4     |

Datum: Freitag, 2. Februar 1934

### Slalom
| Platz | Name             | Verein     | Zeit (min) |
| ----- | ---------------- | ---------- | ---------- |
| 01    | Karl Graf        | Wengen     | 2:19,6     |
| 02    | Arthur Schlatter | St. Moritz | 2:20,2     |
| 03    | Willy Steuri     | Scheidegg  | 2:23,5     |
| 04    | David Zogg       | Arosa      | 2:24,1     |
| 05    | Adolf Rubi       | Wengen     | 2:25,1     |

Datum: Sonntag, 4. Februar 1934